# D. Scott Bennett
D. Scott Bennett ist ein US-amerikanischer Politikwissenschaftler, der an der Pennsylvania State University forscht und lehrt. 2010 amtierte er als Präsident der Peace Science Society (International).
Sein Bachelor-Examen (Political Science and Computer Studies) machte Bennett 1988 an der Northwestern University, Master-Examen und Promotion zum Ph.D. folgten 1989 und 1993 an der University of Michigan.
Bennett untersucht Ursachen und Folgen von internationalen Konflikten. Dabei setzt er statistische und Simulationstechniken ein, um die Beziehung zwischen historischen (wirtschaftlichen, politischen und internationalen) Bedingungen und dem Ausbruch und Fortbestehen internationaler Konflikte zu verstehen. Dabei verwendet er auch spieltheoretische Modelle.

## Schriften (Auswahl)
- Mit Leanne C. Powner: Applying the strategic perspective. Problems and models. 3. Auflage, CQ Press, Washington D.C. 2006, ISBN 1933116927.
- The strategic perspective in the classroom. Teaching with Principles of international politics. CQ Press, Washington D.C. 2000, ISBN 1568025130.